# (380) Fiducia
(380) Fiducia est un astéroïde de la ceinture principale découvert par Auguste Charlois le 8 janvier 1894.